# Jorge Edwards Brown
George Edwards o Jorge Edwards Brown (Londres, Inglaterra, 27 de noviembre de 1779-La Serena, Chile, 4 de marzo de 1848) fue un marino británico radicado en Chile, fundador y genearca de la familia Edwards en Chile.

## Primeros años de vida
George Edwards fue hijo del carpintero John Edwards y de Elizabeth Brown, tal como consta en su partida de bautismo en la parroquia Saint Leonard's de Londres.

## Juventud y llegada a Chile
En 1804 llegó a Chile, específicamente a La Serena (también llamada en esa época «ciudad de Coquimbo»), a bordo del barco inglés Blackhouse, Backhouse o Bacaré, que había participado en las guerras napoleónicas, donde se desempeñaba como "práctico", "barbero" o "cirujano". Intentó permanecer en el país, pero tuvo que retirarse en 1806, regresando a La Serena a inicios de 1807.
La tradición cuenta que ese mismo año, mientras estaba alojado en la casa de la rica familia Ossandón (dueña de la hacienda Peñuelas y varias minas en la zona), Edwards conoció a la joven Isabel Ossandón Iribarren. La belleza de la muchacha y del lugar lo hicieron desertar del barco en que se desempeñaba como cirujano, siendo ocultado por Isabel en un cofre. Tras haber abjurado de su condición de anglicano, el 27 de mayo de 1807 contrajo matrimonio con Isabel Ossandón. Este enlace lo emparentó además con los empresarios estadounidenses Daniel W. Frost y Samuel F. Haviland.

## Actividades en Chile
Luego de esto se dedicó a ejercer su oficio con serios reclamos de otros cirujanos del lugar, quienes le acusaron de prescribir mal. Fue sometido a un juicio del cual salvó gracias a las influencias de la familia de su mujer y de que acreditó ante una comisión dominar el arte de la medicina. En 1810 volvió a ser requerido por haber establecido comunicaciones con el capitán Tristán Bunker, que comandaba el "Scorpion", navío apresado por el gobernador Francisco Antonio García Carrasco. Este último lo mandó a apresar y llevar a Santiago, de donde volvió absuelto, justo cuando se precipitaban los hechos políticos que condujeron al Cabildo Abierto de 1810.
Desempeñó por un tiempo el cargo de cirujano del regimiento de Caballería de La Serena.
Ayudó en la causa patriota financiando la primera armada de Chile y posterior expedición libertadora del Perú junto a algunos personajes de la provincia como Gregorio Cordovez y Juan Ossandón. Esto pesó para que el mismo O'Higgins le concediera la nacionalidad por gracia el 30 de mayo de 1818. Una vez conseguida su ciudadanía comenzó a participar activamente de la vida política de la zona siendo diputado por Huasco en 1822, presidente de la Asamblea Provincial de Coquimbo en 1825, Diputado por Andacollo en 1826,diputado por Vallenar en 1834 e Intendente (accidental) de la Provincia de Coquimbo en los años 1838 y 1841.
Junto a otros ingleses que le acompañaron en su incorporación a la vida regional mantuvo constante apoyo para otros británicos que llegaron más tarde. Su casa ubicada en la esquina opuesta del convento de San Francisco fue sitio de recepción para figuras tan relevantes como Charles Darwin.

## Empresario minero
Jorge Edwards se dedicó a la habilitación de minas y tuvo tres octavas partes de la mina Santa Rosa del mineral de Arqueros situada al oriente de La Serena, la cual le permitió consolidar una fortuna notoria e instalar a su familia en La Serena, donde tuvo una casa y solar, bienes materiales y destacadas influencias y contactos sociales.
A pesar de que la inversión de capital en las minas no estaba comúnmente financiado por compañías extranjeras, los particulares, individualmente o en asociación, participaron activamente en el comercio de la zona.
Destacó el médico inglés Jorge Edwards, como el mayor exportador de cobre en la provincia de Coquimbo entre 1818 y 1824, y el tercero de la región durante el siglo XIX, pues exportó por mar el 34,3 % del total del cobre de la provincia, es decir, 15 018 quintales. Además se encuentra el registro de un envío hecho por Edwards al extranjero de 2211 marcos de plata piña, registrados en Copiapó.
Se constató también que en asociación con algunos otros empresarios mineros entre los años 1822 y 1828, Edwards registró en la Aduana de Copiapó un total de 22 643 quintales de cobre que se embarcaron a puertos chilenos y extranjeros. Además entre los años 1825 y 1826 se registró en la misma aduana una salida de 1511 marcos de plata bajo su nombre, 93 de los cuales llegaron a Estados Unidos y el resto a otros puertos extranjeros.

## Corsario
Lukas Bravo Nicolás, en la página 104 de su libro: Piratas en Chile nos cuenta que: El año 1817, cuando el Ejército Libertador ingresa a Coquimbo, George Edwards se integra como cirujano en jefe, y que se asocia con los también empresarios Gregorio Cordovez y Juan Ossandón, y adquieren la nave mercante El Lancaster, que arman con 10 cañones de 6 libras y dos cañones de 12 libras y la rebautizan como Santiago Bueras. Esta nave inicia sus operaciones de corso el año 1817 y captura las naves españolas Los Ángeles y la nave resolución.

## Matrimonios e hijos
En 1807 casó en primeras nupcias con Isabel Ossandón Iribarren, con quien tuvo ocho hijos: Joaquín Edwards que casó con su hermanastra Margarita Garriga Argandoña, Santiago Edwards que casó con su hermanastra Jesús Garriga Argandoña, Agustín Edwards que casó con su sobrina Juana Ross, Carmen Edwards que casó con David Ross, Teresa Edwards casada con Pablo Délano, Jacoba Edwards que casó con Thomas Smith, Juan Edwards que casó con Josefa Argandoña O'Shee y José María Edwards que casó con Mercedes Amenábar Espinoza.
A la muerte de su esposa, contrajo matrimonio en segundas nupcias con la rica terrateniente serenense Buenaventura Argandoña Subercaseaux, con quien no tuvo descendencia, pero sí uniones familiares entre sus hijos.

## Fallecimiento
George Edwards Brown falleció en la ciudad de La Serena en 1848 a los 68 años, dejando como legado en sus descendientes a una de las familias más reconocidas de la historia política y la economía de Chile.